# لارنيل كول
لارنيل كول (بالإنجليزية: Larnell Cole)‏، من مواليد 9 مارس 1993 في مانشستر في انكلترا، لاعب كرة قدم إنكليزي.
يلعب لارنيل كول مع نادي مانشستر يونايتد في الدوري الإنجليزي الممتاز .
ويحمل الاعب رقم 34 .
المركز وسط .

## روابط خارجية
- لارنيل كول على موقع قاعدة بيانات كرة القدم.إي يو (الإنجليزية)
- لارنيل كول على موقع Soccerbase.com (لاعب) (الإنجليزية)
- لارنيل كول على موقع Soccerway.com (الإنجليزية)
- لارنيل كول على موقع عالم كرة القدم.نت (الإنجليزية)
- لارنيل كول على موقع AS.com (الإسبانية)